# Jan Kromkamp
Jan Kromkamp (*Makkinga, Holanda, 17 de agosto de 1980) es un exfutbolista neerlandés. Jugaba de defensa y su primer equipo fue Go Ahead Eagles.

## Biografía
Se formó en el Go Ahead Eagles, antes de pasar por el AZ Alkmaar. Posteriormente fichó para el Villarreal CF. En invierno de 2005 firmó con el Liverpool FC, donde ganó la FA Cup. Regresó a los Países Bajos, para jugar en el PSV Eindhoven, con el que ganó dos ligas. En las últimas temporadas no ha tenido mucha continuidad, por lo que regresó al club de origen, el Go Ahead Eagles, de la segunda división. El 23 de junio de 2013, anunció su retiro del fútbol profesional debido a problemas crónicos en la rodilla.

## Selección nacional
Ha sido internacional con la Selección de fútbol de los Países Bajos en 11 partidos internacionales.
| Mundial                        | Sede     | Resultado   |
| ------------------------------ | -------- | ----------- |
| Copa Mundial de Fútbol de 2006 | Alemania | 8° de final |

## Clubes
| Club            | País         | Año       |
| --------------- | ------------ | --------- |
| Go Ahead Eagles | Países Bajos | 1998-2000 |
| AZ Alkmaar      | Países Bajos | 2000-2005 |
| Villarreal CF   | España       | 2005-2006 |
| Liverpool FC    | Inglaterra   | 2006      |
| PSV Eindhoven   | Países Bajos | 2006-2011 |
| Go Ahead Eagles | Países Bajos | 2011-2013 |

## Palmarés

### Campeonatos nacionales
| Título     | Club          | País         | Año  |
| ---------- | ------------- | ------------ | ---- |
| FA Cup     | Liverpool FC  | Inglaterra   | 2006 |
| Eredivisie | PSV Eindhoven | Países Bajos | 2007 |
| Eredivisie | PSV Eindhoven | Países Bajos | 2008 |

- Datos: Q313054
- Multimedia: Jan Kromkamp / Q313054